# 浜名湖かんざんじ荘
浜名湖かんざんじ荘（はまなこかんざんじそう）は、静岡県浜松市西区（現・中央区）呉松町の浜名湖の大草山山頂にあった宿泊施設。もともとは国民宿舎だったが、2007年（平成19年）4月より遠鉄観光開発が指定管理者として運営していた。

## 施設概要
- 開業：1962年（昭和37年）12月
- 住所：静岡県浜松市西区（現・中央区）呉松町1768-1[1]
- 収容：114名[2]
- 客室数：30室（和室23室、和洋室4室、洋室3室）[2]
- 宴会場：80畳（3分割）[2]
- レストラン：126席[2]
- 運営：遠鉄観光開発株式会社（指定管理者）

## 歴史
国民宿舎「浜名湖かんざんじ荘」は、国民の健全なレクリエーションと健康の増進をはかる目的で、1962年（昭和37年）12月に静岡県が開業。1987年（昭和62年）3月浜松市が静岡県から建物を譲り受け運営し、その後、1991年（平成3年）4月、老朽化した施設を全面改築し、新装リニューアルオープンした。その後の経営状況等により、2007年（平成19年）3月31日をもって閉館し、浜松市が静岡県から土地を借りて、建物を民間に貸し付ける方法で、運営を遠鉄観光開発に移管し2007年（平成19年）4月1日に営業を開始。2018年（平成30年）1月8日をもって、遠鉄観光開発による運営も終了した。
2018年（平成30年）10月8日、2020年（令和2年）のオープンを目指してリニューアルしていることが報じられ、予定通り2020年（令和2年）10月30日に体験型多用途施設「KAReN HaMaNaKo かんざんじ荘」として開業した。
KAReN HaMaNaKo かんざんじ荘は2023年（令和5年）2月17日に休業し、2024年（令和6年）5月1日にドッグホテル「KAREN 浜名湖 with Dog」にリニューアルされた。

## アクセス
- 浜松駅バスターミナルより遠鉄バス：30・舘山寺線で約40分[1]。
- かんざんじロープウェイ 大草山駅下車。
- コミュニティバスフラワー号「浜名湖かんざんじ荘」バス停下車。

## 周辺
- 浜名湖
- 舘山寺温泉
- かんざんじロープウェイ 大草山駅
- 浜名湖オルゴールミュージアム
- 浜名湖パルパル